# ワイドYOU
『ワイドYOU』（ワイド ユー）は、1982年10月4日から1990年9月28日まで一部TBS系列局で生放送された毎日放送（MBS）制作のワイドショー。放送時間は毎週月曜 - 金曜 14:00 - 14:55 (JST) 。

## 概要
それまで平日14時台で放送されていた『スタジオ2時』の後継番組で、当時MBSアナウンサーだった青木和雄がメイン司会を務めた。細木数子による六星占術のコーナーや、嫁と姑間のトラブルについて投書を元に寸劇で再現し、専門家がその解決方法をアドバイスする「嫁と姑」のコーナーなどがあった。
また不定期で「心霊写真の謎を暴く!!」と題し、視聴者から寄せられた心霊現象と思わしき写真について寸評・解析を加えるコーナーも行われており、この企画は今日までMBS製作の昼ワイド番組で継続的に行われている。
中国放送（RCC）もネットしていたことから、5月3日放送分はRCCの制作協力でひろしまフラワーフェスティバルの会場から花のパレードの模様を中心に全編生放送した年もあり、RCCからもリポーターが出演した（1985年は田中俊雄アナウンサーが担当）。

## 出演者

### 司会
- 船場太郎－1982年10月～1983年12月まで
- 青木和雄（当時MBSアナウンサー）－1984年1月～1990年3月まで（1984年9月までは月〜木曜担当）
- 笑福亭仁鶴 －1984年1月〜9月まで（金曜のみ、サブタイトルが「仁鶴の『さ、さ、そこが問題』」）

### アシスタント
- 阪本時彦（当時MBSアナウンサー）－1982年10月～1983年12月まで
- 平松邦夫（当時MBSアナウンサー）－1984年1月～1985年3月まで
- 佐々木美絵（当時MBSアナウンサー）－1982年10月～1983年12月まで
- 柏木宏之（当時MBSアナウンサー） － 1984年1月〜9月まで（金曜のみ担当）
- 八島洋子（当時MBSアナウンサー）－1984年1月～1987年5月まで（飛鳥涼（CHAGE&ASKA）との結婚・退社に伴い降板）
- 鈴江香（現名義：関岡香、MBSアナウンサー）－1987年6月～1990年3月まで（先にメイン司会を務めた仁鶴と共に後番組「ごきげん2時」も続投）
- 寺田佳永

### その他の主な出演者
- 坂田利夫（コメディNo.1）
- 前田五郎（コメディNo.1）
- 西川のりお（西川のりお・上方よしお）
- 上方よしお（西川のりお・上方よしお）
- 浜村淳
- 横山ノック
- 島田洋八
- 桂朝丸（後の桂ざこば）
- 細木数子
- 程一彦（中華料理講座担当）
- 桂都丸（現：桂塩鯛）
- もず唱平
- 笹野貞子（堺女子短期大学教授）
- 須藤眞志（京都産業大学教授）
- 森脇健児（金曜のみ）
- 近江俊郎
- 林家染二（現・林家染丸）
- 宮川大助・花子
- 八木亜夫（毎日新聞編集委員、金曜のみ出演し、笑福亭仁鶴・柏木宏之と共に降板）
- 近藤勝重（毎日新聞編集委員、金曜のみ、笑福亭仁鶴・柏木宏之と共に降板）
- 池田幾三（金曜のみ、笑福亭仁鶴・柏木宏之と共に降板）
- 関西芸術座（火曜「嫁と姑」再現ドラマに出演）、ほか

## ネット局
選抜高等学校野球大会中継期間中は、制作局のみ試合中止時を除き休止し、ネット局に向けて裏送りで放送した。
- 毎日放送（MBS）- 製作局。
- 東北放送（TBC）
- テレビユー山形（TUY）- 1989年9月25日（サービス放送期間内）よりネット[2]。
- テレビユー福島（TUF）- 1984年4月から翌年3月までネット。
- 新潟放送 （BSN）- 1989年10月2日からネット[3]。
- 信越放送（SBC）
- 静岡放送（SBS）
- テレビユー富山（TUT、現・チューリップテレビ） - 開局前のサービス放送にて、1990年9月25日から9月28日最終回までの4日間のみ放送[4]。
- 山陽放送（RSK、現：RSK山陽放送）
- 中国放送（RCC）
- 南日本放送（MBC）- 1987年10月からネット。

## 備考
年内最初の放送で鈴江（関岡）アナの母と長姉（優ひかり）がスタジオ観覧した事もあった。